# کواندیالا
کواندیالا (به انگلیسی: Quandialla) یک شهرک در استرالیا است که در نیو ساوت ولز واقع شده‌است.